# Międzynarodowa Unia Chemii Czystej i Stosowanej
Międzynarodowa Unia Chemii Czystej i Stosowanej (ang. International Union of Pure and Applied Chemistry, w skrócie IUPAC, wym. /ˈaɪjuːpæk/) – międzynarodowa organizacja zajmująca się przede wszystkim standaryzacją symboliki, nazewnictwa i wzorców wielkości fizycznych stosowanych przez chemików na całym świecie. Oprócz tego IUPAC zajmuje się koordynacją badań naukowych oraz organizacją międzynarodowych kongresów i konferencji o tematyce chemicznej.
IUPAC powstał w 1919 w Londynie z inicjatywy towarzystw chemicznych z Niemiec, Francji i Wielkiej Brytanii. Siedzibą organizacji jest Zurych.

## Struktura
Jego członkami (po jednym z danego kraju) są albo narodowe towarzystwa chemiczne, albo narodowe komitety IUPAC (w krajach, gdzie nie ma narodowych towarzystw chemicznych lub gdzie zdecydowano, aby zamiast towarzystwa kraj był reprezentowany przez osobny komitet).
Polskę (która należy do tej organizacji od 1919 roku) reprezentuje właśnie taki odrębny od Polskiego Towarzystwa Chemicznego narodowy komitet IUPAC.
Przedstawiciele organizacji członkowskich tworzą Radę IUPAC, która podejmuje większość wiążących decyzji normalizacyjnych. Propozycje tych decyzji są ustalane przez komisje, w których zasiadają zwykle najlepsi specjaliści z danej dziedziny.

## Publikacje
Oficjalnymi czasopismami IUPAC, w których publikowane są wszystkie nowe ustalenia normalizacyjne, a także dyskusje i polemiki na ich temat, są Pure and Applied Chemistry i Chemistry International.
Oprócz tego IUPAC wydaje zeszyty terminologiczne (ostatnie pochodzą z 2003 roku), dokładnie wyjaśniające zasady nomenklatury związków chemicznych, zwane „kolorowymi księgami” oraz Solubility Data Series – zbiory danych fizykochemicznych związków i pierwiastków chemicznych, które są podstawą międzynarodowych norm analitycznych.

## Kolorowe księgi IUPAC
- Księga Złota – Kompendium terminologii chemicznej
- Księga Zielona – Wielkości, jednostki i symbole w chemii fizycznej
- Księga Czerwona – Nomenklatura w chemii nieorganicznej
- Księga Niebieska – Nomenklatura w chemii organicznej
- Księga Purpurowa – Nomenklatura makromolekularna
- Księga Pomarańczowa – Nomenklatura w chemii analitycznej
- Księga Srebrna – Nomenklatura w naukach klinicznych
- Księga Biała – Nomenklatura biochemiczna